# DAIBAクシン!!
DAIBAクシン!!（だいばくしん）は、フジテレビで放送されていた下記の3番組の総称。
- DAIBAクシン!!チェーン
- DAIBAクシン!!GOLD
- DAIBAクシン!!cheki b.（ちぇきべえ）

なおタイトルは、「台場」（お台場）と「大驀進」からきている。